# Heinrich Fuchs (Politiker)
Heinrich Fuchs (* 31. März 1924 in Eilendorf; † 16. August 1990) war ein deutscher Politiker und Landtagsabgeordneter (CDU).

## Leben und Beruf
Nach dem Besuch der Volksschule absolvierte er eine Lehre zum Tuchweber. Im Anschluss an den Kriegsdienst und die Gefangenschaft bis November 1946 besuchte Fuchs einen Kurs für Weberei an der Textilingenieurschule in Aachen. Er war im gewerkschaftlichen Bereich tätig und war ab April 1952 Geschäftsführer der Verwaltungsstelle der Gewerkschaft Textil-Bekleidung im Kreis Kempen-Krefeld.
Mitglied der CDU wurde Fuchs 1949. Er war in zahlreichen Gremien der Partei vertreten.

## Abgeordneter
Vom 24. Juli 1966 bis zum 27. Mai 1975 war Fuchs Mitglied des Landtags des Landes Nordrhein-Westfalen. Er wurde jeweils in den Wahlkreisen 035 Kempen I bzw. 036 Kempen II direkt gewählt.